# Сисиан
Сисиа́н (арм. Սիսիան) — город в Армении, в Сюникской области, на Сисианской равнине. 
Ранее входил в состав Сисианского района Армянской ССР и являлся его административным центром.

## География
Расположен на обоих берегах реки Воротан (бассейн Аракса). Находится на расстоянии 6 км от проходящей севернее автодороги Ереван—Мегри, в 217 км от Еревана и в 115 км от Капана.

### Климат
Климат Сисиана умеренно континентальный. Среднегодовая температура составляет 6,6 °C, минимум может достигать -37 °C, количество годовых осадков 365 мм.
| Показатель                                                                 | Янв. | Фев. | Март | Апр. | Май | Июнь | Июль | Авг. | Сен. | Окт. | Нояб. | Дек. | Год |
| -------------------------------------------------------------------------- | ---- | ---- | ---- | ---- | --- | ---- | ---- | ---- | ---- | ---- | ----- | ---- | --- |
| Средний суточный максимум, °C                                              | −2   | −1   | 7    | 8    | 17  | 20   | 23   | 22   | 21   | 16   | 7     | 1    | 12  |
| Средняя температура, °C                                                    | −6   | −5   | 3    | 5    | 12  | 16   | 18   | 18   | 16   | 11   | 3     | −3   | 7   |
| Средний суточный минимум, °C                                               | −13  | −12  | −4   | −3   | 3   | 6    | 8    | 6    | 6    | 3    | −3    | −9   | −1  |
| Норма осадков, мм                                                          | 19   | 25   | 35   | 53   | 81  | 81   | 71   | 39   | 39   | 20   | 12    | 14   | 489 |
| Источник: https://www.worldweatheronline.com/sisian-weather/syunik/am.aspx |      |      |      |      |     |      |      |      |      |      |       |      |     |

## История
Современный Сисиан расположен в области Цгук исторического Сюника. Под названием Шагак являлась древнейшей резиденцией князей области. В середине XIII века был одной из ставок монгольского полководца Байджу во время его пребывания в Армении. С позднего средневековья здесь правили армянские мелики Тангяны.
До ранней советской эпохи село носило название Каракилиса. Позже название было изменено на Сисаван, а в 1940 году — на Сисиан (другим указом расположенное неподалёку село Сисиан было переименовано в Ацаван). 21 августа 1958 года Сисиан получил статус посёлка городского типа.

## Население
По данным «Кавказского календаря» на 1856 год, Сисiянъ в основном населяли «татары»-шииты (азербайджанцы-шииты), которые между собой говорили по-«татарски» (по-азербайджански). Речь идет не о городе Сисиан, а о деревне Ацаван (арм. Հացավան), который до 1940 года называлась «Сисиан». Что касается самого города Сисиан, то он, будучи тогда селом, носил название «Каракилиса», и входил в состав Зангезурского уезда Елизаветпольской губернии. По данным «Свода статистических данных о населении Закавказского края, извлеченных из посемейных списков 1886 года» в селе Каракилиса 1-я Узского сельского округа было 106 дымов и проживало 977 человек, из которых 680 были армянами, а 297 — азербайджанцами (указаны как «татары») шиитского вероисповедания. Из всего населения 18 человек были меликами, 44 — представителями духовенства, остальные — крестьянами.
По данным «Кавказского календаря» на 1910 год, население села в 1908 году составляло 1 474 человека, в основном армяне, к 1911 году — 1 635 человек, так же в основном армяне, а к 1914 — 2 785 человек, преимущественно армяне.
По материалам сельско-хозяйственной переписи населения 1922 года по Армении, в Сисианском участке Зангезурского уезда число армян составляло 15893 человек, азербайджанцев (в источнике «тюрко-татар») — 1382, русских — 182, всего — 21583 человека.
Динамика населения показана в таблице.
| Год       | 1975 | 1989   | 2001   | 2011   | 2023   |
| Население | 9100 | 15 300 | 15 019 | 14 894 | 14 226 |

## Достопримечательности
В 5—6 км к северу от города расположен обширный мегалитический комплекс Караундж (Зорац-Карер), созданный 5000—7500 лет назад.
В городе расположена древняя церковь Сисаван (VII век), в центре города есть археологический и этнографический музей Сисиана.

## Галерея

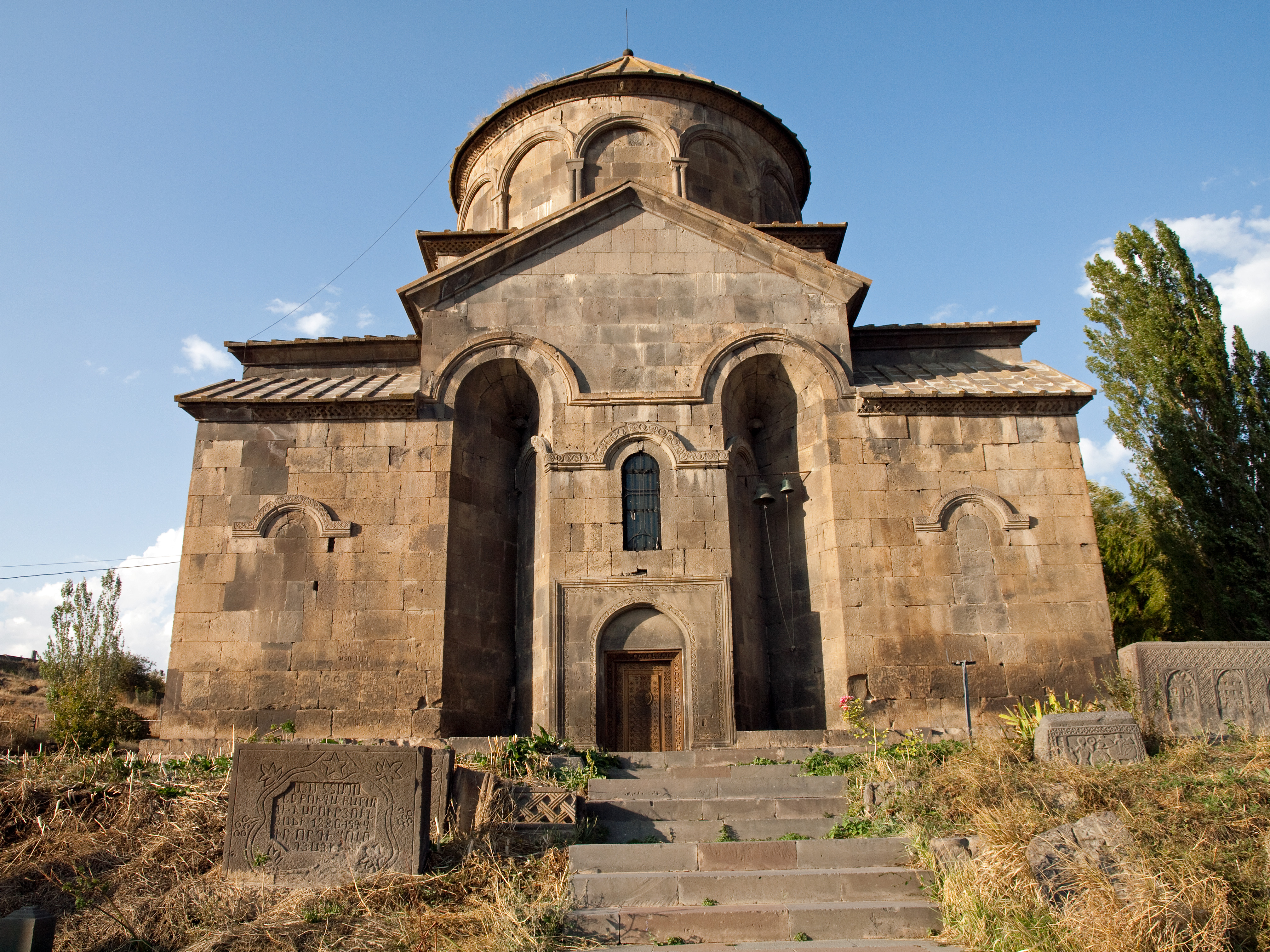
Церковь Святого Ованеса в Сисиане, VII век
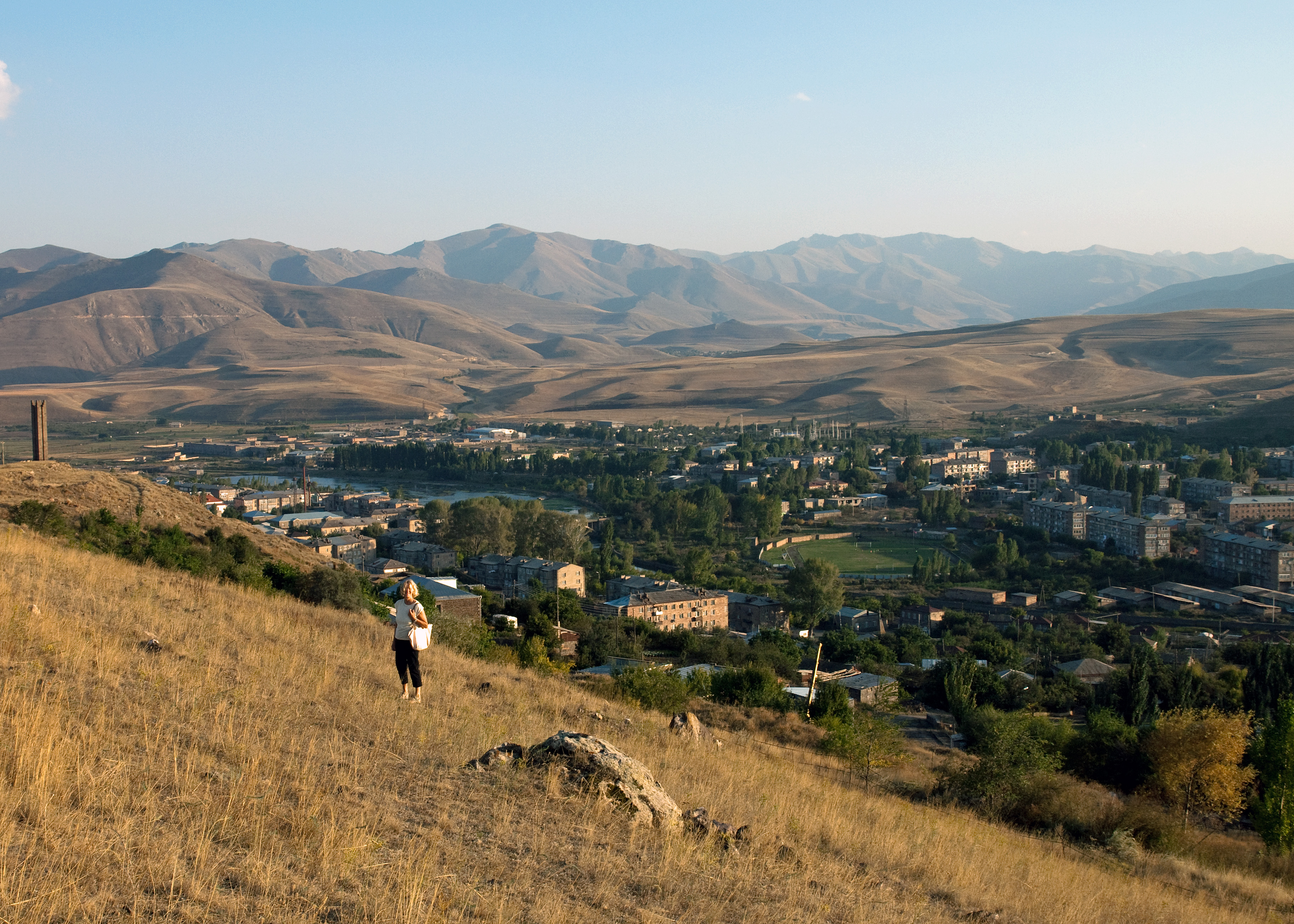
Общий вид на город
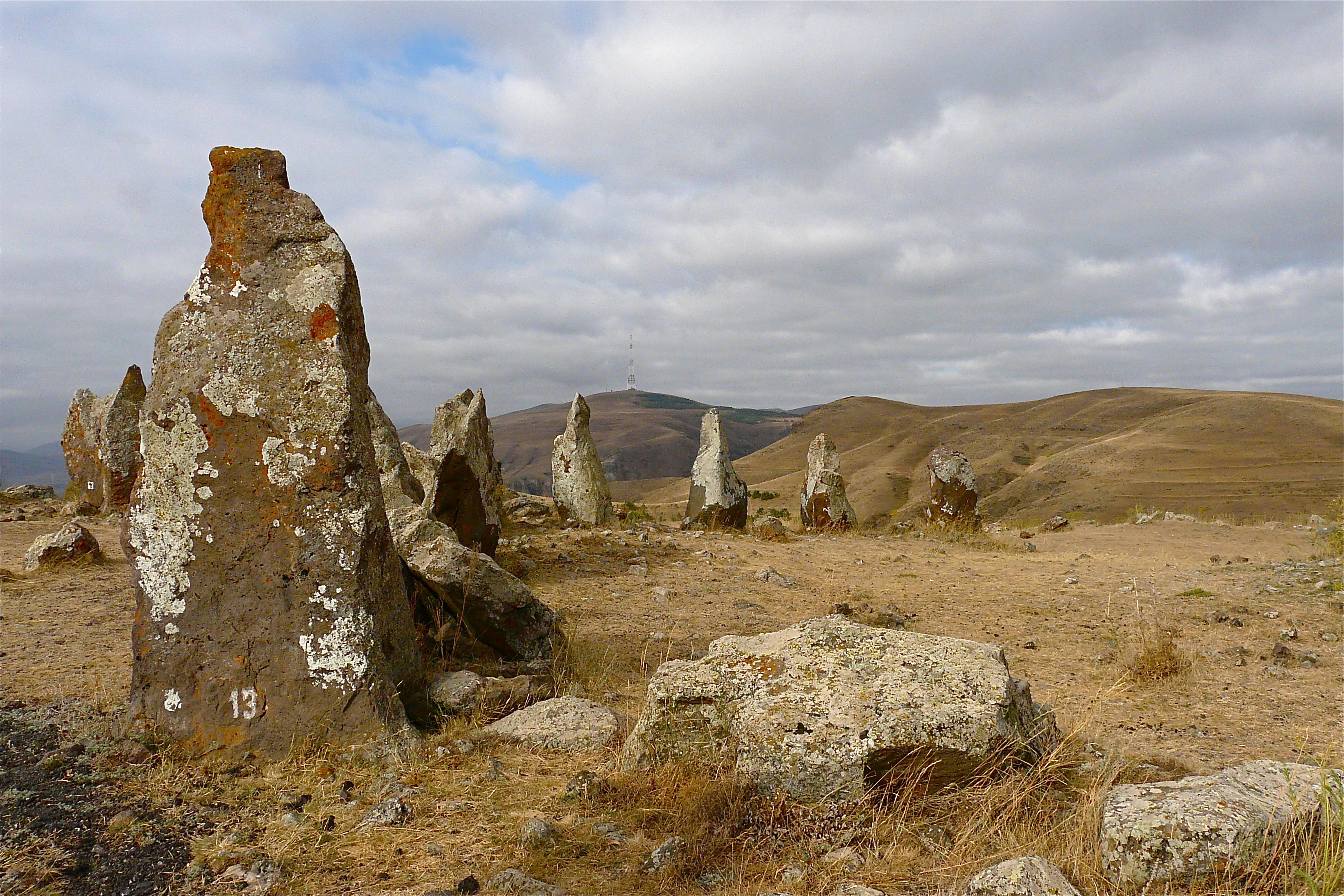
Обсерватория Караундж
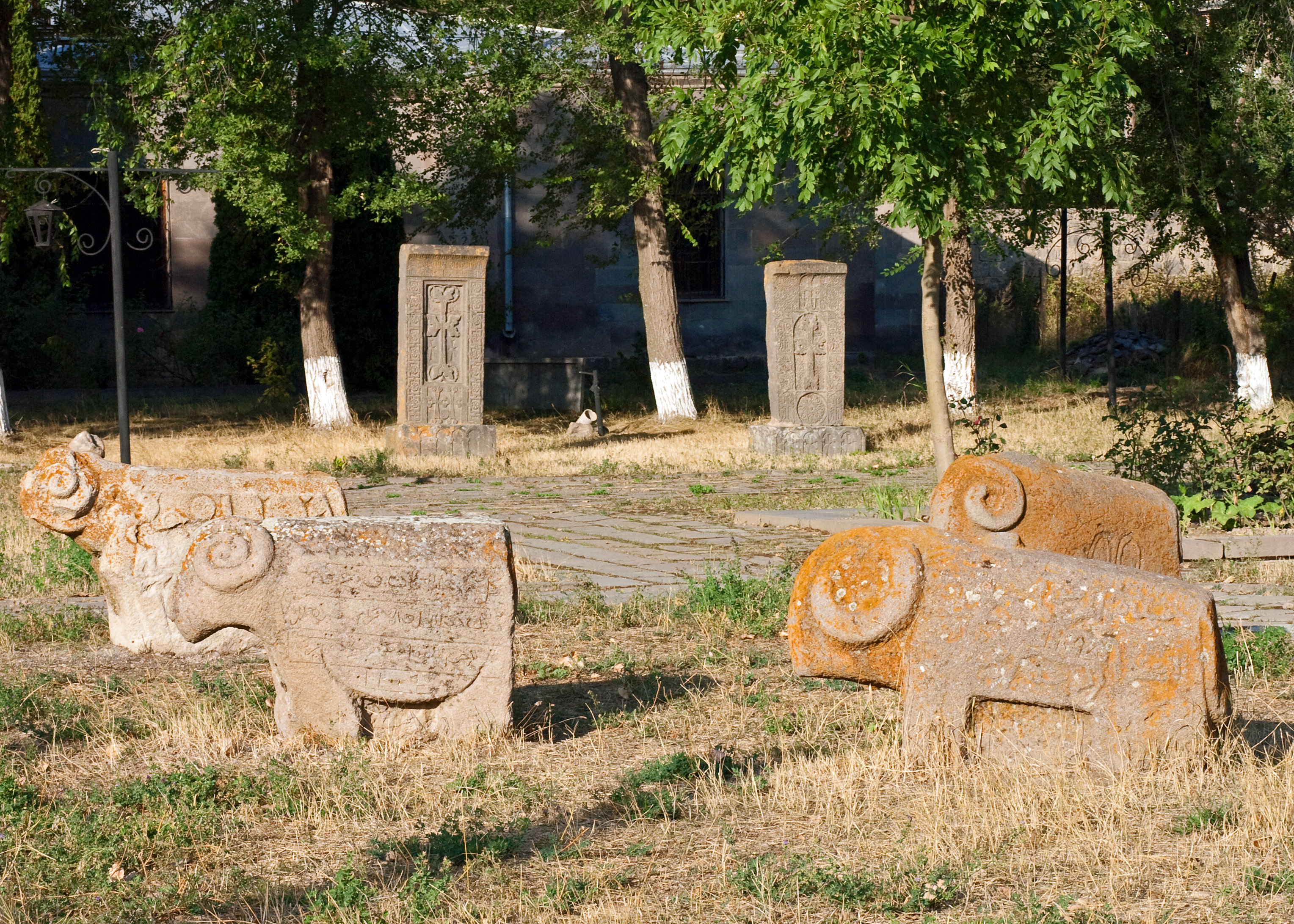
Надгробия, в виде баранов.
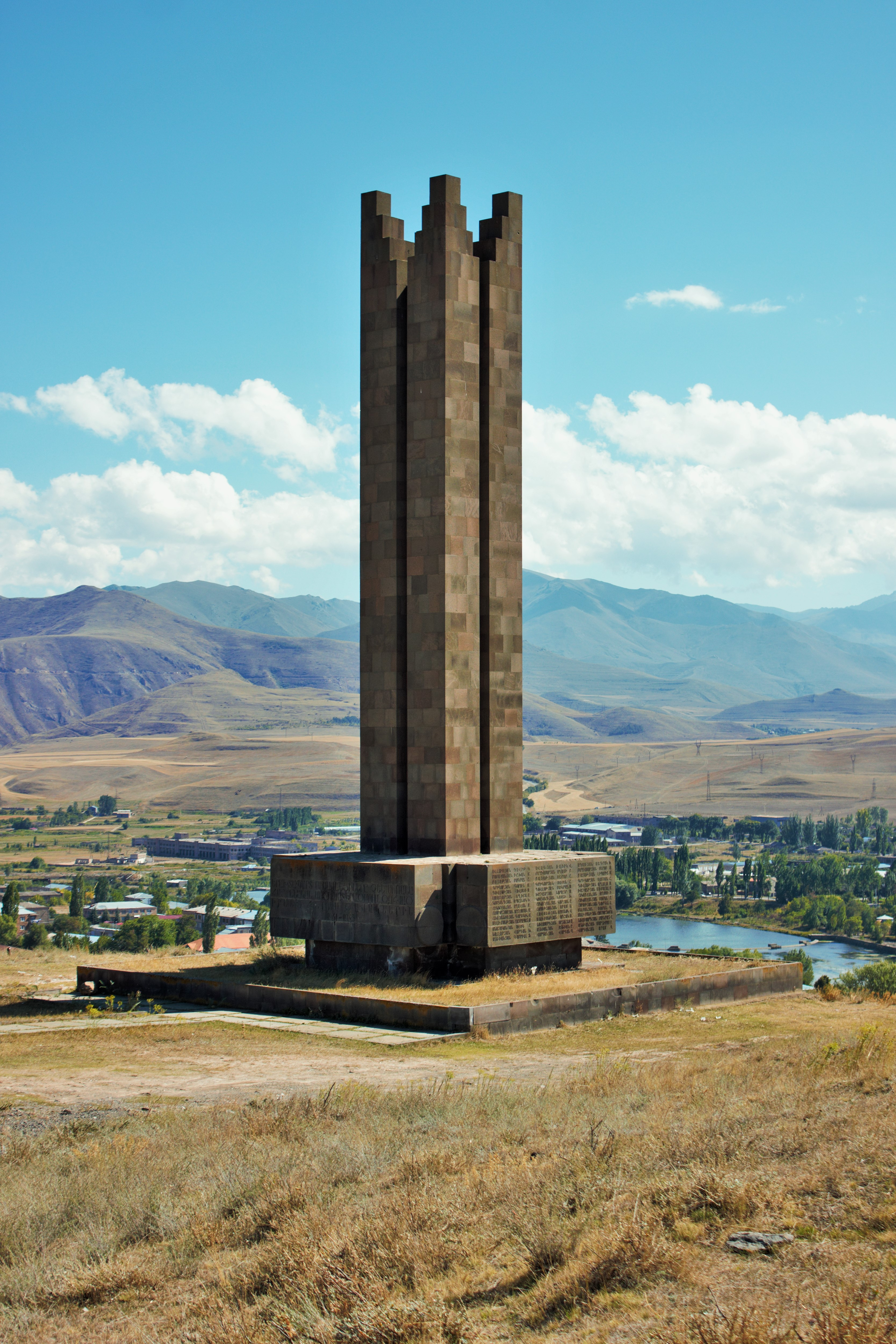
Монумент в память о погибших в Великой Отечественной войне
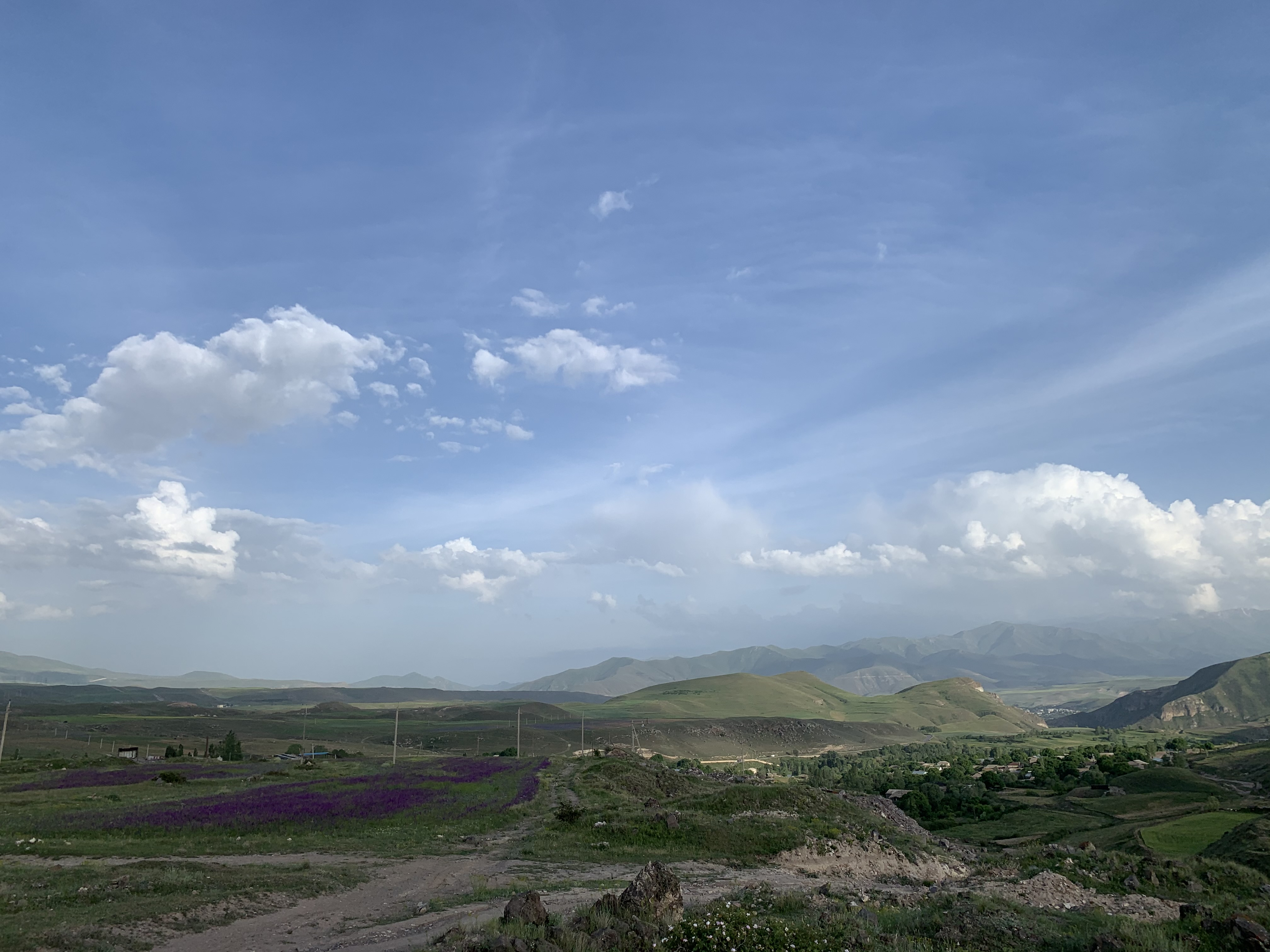
Виды неподалёку от города

## Города-побратимы
- Неа Смирна, Греция
- Слуцк, Белоруссия
- Монтелимар, Франция